# Garba Tula Airport
Garba Tula Airport är en flygplats i Kenya.   Den ligger i länet Isiolo, i den centrala delen av landet, 280 km nordost om huvudstaden Nairobi. Garba Tula Airport ligger 512 meter över havet.
Terrängen runt Garba Tula Airport är platt.  Trakten runt Garba Tula Airport är nära nog obefolkad, med mindre än två invånare per kvadratkilometer. Närmaste större samhälle är Benane, 16,8 km öster om Garba Tula Airport. Trakten runt Garba Tula Airport består i huvudsak av gräsmarker.